# Cagiva Ala Verde
La Cagiva Ala Verde prodotta dalla Cagiva è una versione della vecchia SST munita di piccoli cambiamenti estetici.
Era una tipica moto stradale turistica sprovvista di protezioni aerodinamiche ad eccezione del piccolo cupolino, con linee che ricordano quelle della California della Moto Guzzi, ma senza le borse laterali e parabrezza.

## Cilindrate
Questa moto fu prodotta nelle cilindrate 250 e 350, con le stesse caratteristiche della Cagiva SST.